# Coelinidea ruthae
Coelinidea ruthae är en stekelart som beskrevs av Riegel 1982. Coelinidea ruthae ingår i släktet Coelinidea och familjen bracksteklar. Inga underarter finns listade i Catalogue of Life.